# Jasika Nicole
Jasika Nicole (Birmingham, Alabama, 1980. április 10. –) amerikai színésznő. 
Legismertebb szerepe Astrid Farnsworth a Fox A rejtély című sorozatában.

## Élete és pályafutása
Nicole táncot, színészetet és éneket tanult a Catawba egyetemen, Salisburyben, Észak-Karolina államban. 
Nyíltan felvállalta szexuális irányultságát a Vezet a ritmus című film forgatása alatt, amikor kapcsolata volt egy másik nővel.

## Filmográfia

### Film
| Év   | Magyar cím         | Eredeti cím             | Szerep           | Megjegyzések                |
| ---- | ------------------ | ----------------------- | ---------------- | --------------------------- |
| 2006 | Vezet a ritmus     | Take the Lead           | Egypt            | magyar hangja Csuha Borbála |
| 2007 |                    | Get Faamous             | Alicia           |                             |
| 2010 | Túl jó nő a csajom | She's Out of My League  | Wendy            |                             |
| 2015 |                    | Suicide Kale            | Billie Steinberg |                             |
| 2016 |                    | A Christmas in New York | Jasmine Taylor   |                             |
| 2017 |                    | Secondhand Love         | Mia              | rövidfilm                   |
| 2024 |                    | Identiteaze             | Michelle         | rövidfilm                   |

### Televízió
| Év        | Magyar cím                        | Eredeti cím                  | Szerep            | Megjegyzések                          |
| --------- | --------------------------------- | ---------------------------- | ----------------- | ------------------------------------- |
| 2005      | Esküdt ellenségek: Bűnös szándék  | Law & Order: Criminal Intent | Gisella           | 1 epizód                              |
| 2007      |                                   | The Mastersons of Manhattan  | Penny             | tévéfilm                              |
| 2008      |                                   | The Return of Jezebel James  | Dora              | 3 epizód                              |
| 2008–2013 | A rejtély                         | Fringe                       | Astrid Farnsworth | főszereplő (100 epizód)               |
| 2013–2016 | Botrány                           | Scandal                      | Kim Muñoz         | 7 epizód                              |
| 2015      |                                   | Key & Peele                  | barátnő           | 1 epizód                              |
| 2015      |                                   | Major Crimes                 | Dolly Bowen       | 1 epizód                              |
| 2015–2016 |                                   | Disengaged                   | Jess              | websorozat (2 epizód)                 |
| 2017      | Kalandra fel!                     | Adventure Time               | Frieda (hangja)   | 2 epizód                              |
| 2017      |                                   | Underground                  | Georgia           | 7 epizód                              |
| 2017      | Justice League Action             | Justice League Action        | Vixen (hangja)    | 2 epizód                              |
| 2017      |                                   | Danger & Eggs                | Reina             | 3 epizód                              |
| 2017–2020 | Doktor Murphy                     | The Good Doctor              | Dr. Carly Lever   | visszatérő- és főszereplő (26 epizód) |
| 2019      | 19-es körzet                      | Station 19                   | Mila              | 1 epizód                              |
| 2021      |                                   | Punky Brewster               | Lauren            | 6 epizód                              |
| 2023      | Fantasy Island – Az álmok szigete | Fantasy Island               | Andi Nevinson     | 1 epizód                              |

## Fordítás
Ez a szócikk részben vagy egészben  a   Jasika Nicole című angol Wikipédia-szócikk ezen változatának fordításán alapul.  Az eredeti cikk szerkesztőit annak laptörténete sorolja fel. Ez a jelzés csupán a megfogalmazás eredetét és a szerzői jogokat jelzi, nem szolgál a cikkben szereplő információk forrásmegjelöléseként.